# 1896 Beer
1896 Beer eller 1971 UC1 är en asteroid i huvudbältet som upptäcktes den 26 oktober 1971 av den tjeckiske astronomen Luboš Kohoutek vid Bergedorf-observatoriet. Den har fått sitt namn efter den tyske astronomen Arthur Beer.
Asteroiden har en diameter på ungefär 5 kilometer och den tillhör asteroidgruppen Nysa.